# Podoschistus
Podoschistus (лат.) — род наездников-ихневомнид из подсемейства Poemeniinae (Ichneumonidae). Голарктика и Юго-Восточная Азия. 

## Описание
Наездники-ихневмониды средних размеров (1 см). От близких групп отличается следующими признаками: висок дорсально сильно зубчатый; клипеус мелкий и плоский; мандибулы с одним зубом; все коготки лапок с дополнительным зубцом; в переднем крыле жилка 3rs отсутствует; метасомальные тергиты мелко пунктированы. Имеют стройное удлиненное тело с длинными яйцекладами. Препектальный валик отсутствует.

## Классификация
Мировая фауна включает около 5 видов, в Палеарктике — 5 видов, в Европе — 1 вид. Фауна России включает 3 вида наездников-ихневмонид этого рода.
- Podoschistus alpensis (Uchida, 1928)
- Podoschistus caudatus Kasparyan, 1976
- Podoschistus luridus Sheng & Sun, 2010[4]
- Podoschistus mushanus (Sonan, 1936)
- Podoschistus scutellaris (Desvignes, 1856)
- Podoschistus vittifrons (Cresson, 1868)